# Блок Кернеса — Успешный Харьков
Блок Кернеса — Успешный Харьков (укр. Блок Кернеса — Успішний Харків) — политическая партия Украины, зарегистрированная 12 апреля 2016 года. Основателем и первым главой политической партии являлся Геннадий Кернес, создавший её с целью участия на местных выборах в Харьковской области, как в городской совет, так и в областной.

## История
В 2016 году партия была официально зарегистрирована под названием «Унитарная Европейская Украина», следственно никакого отношения сам Геннадий Кернес к ней не имел.

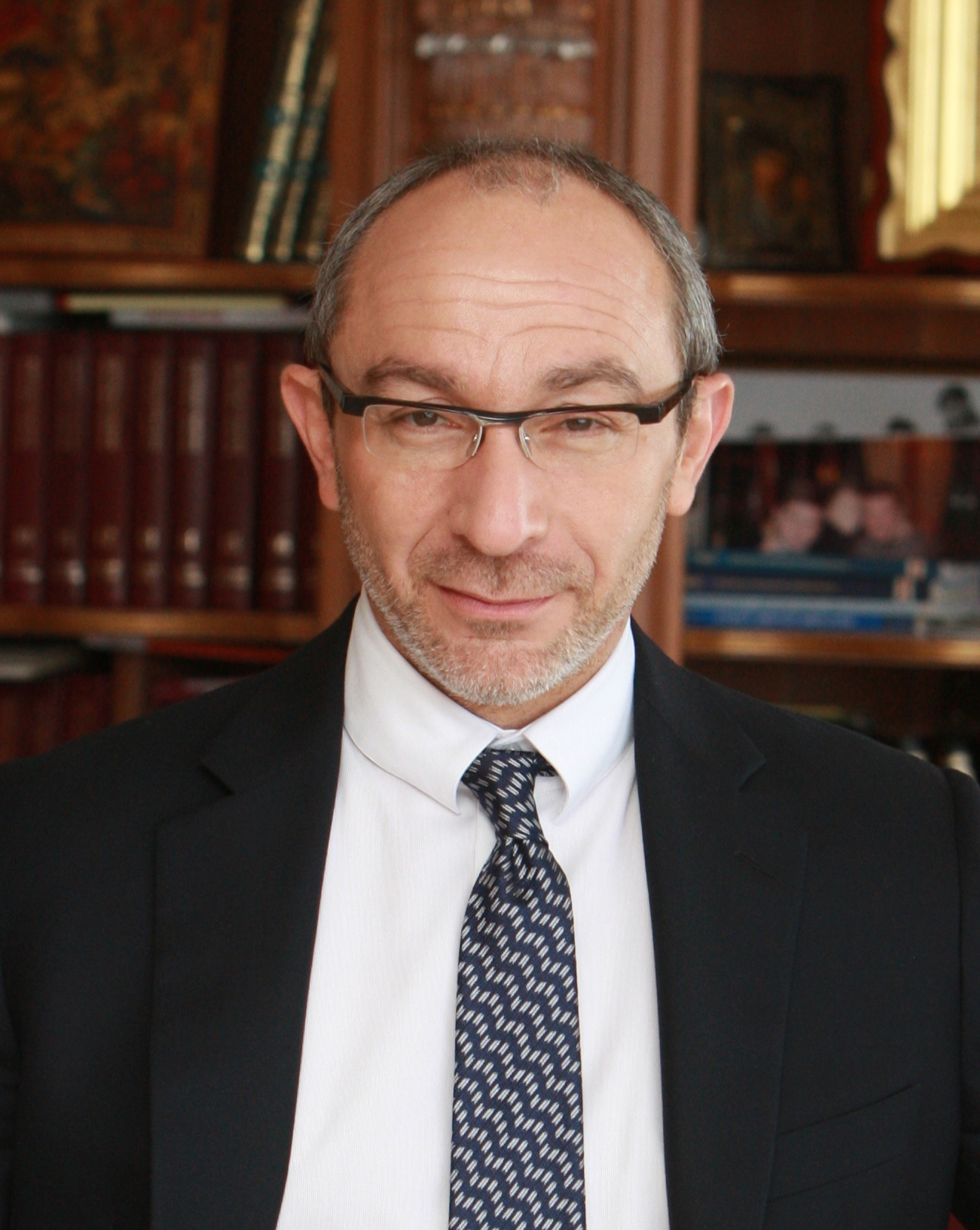
Геннадий Адольфович Кернес

В конце 2019 года партия была переименована в «Блок Кернеса — Успешный Харьков», после чего вокруг партии стало ходить много слухов о её участии на местных выборах 2020 года, во главе с Геннадием Кернесом, чего тот сам не отвергал.
Уже в начале 2020 года Геннадий Кернес заявил, что идёт на выборы в Харьковский городской совет со своим блоком, без проекта «Доверяй делам», который вёл вместе с Геннадием Трухановым и «Оппозиционного блока», который на местных выборах участвовать единым фронтом не стал в пользу мелких избирательных блоков, такие как «Блок Вадима Бойченко», Блок Вилкула «Украинская перспектива», партия Владимира Буряка «Единение» и партия Геннадия Труханова «Доверяй делам».
На местных выборах 2020 года Геннадий Кернес победил в первом туре голосования с результатом 61,2%, а «Блок Кернеса — Успешный Харьков» получил результат в 37,98% в Харьковском городском совете и 30,1% в Харьковский областной совет.
После смерти Геннадия Кернеса 17 декабря 2020 года, Верховной радой Украины были объявлены внеочередные выборы мэра Харькова назначеные на 31 октября 2021 года. На этих выборах «Блок Кернеса — Успешный Харьков» выдвинул Игоря Терехова своим кандидатом в мэры. Терехов исполнял обязанности мэра Харькова с 24 декабря 2020 года и официально победил на выборах в первом туре голосования, набрав 50,66% голосов. На внеочередной сессии Харьковского горсовета 11 ноября 2021 года Терехов был приведен к присяге в качестве нового мэра Харькова.
С первых дней российского вторжения в Украину «Успешный Харьков» занял проукраинскую позицию. Несмотря на позицию политической партии, среди ее членов был широко распространен коллаборационизм. Так, мэр Балаклеи Иван Столбовой согласился сотрудничать с Вооруженными Силами России. Также некоторые депутаты местных советов из «Успешного Харькова» начали сотрудничество с российской администрацией.

## Идеология
Партия декларирует 30 стратегических шагов для развития Харьковской области и самого Харькова. По отношению к центральной власти позиционирует себя как оппозиционная, а между Геннадием Кернесом и бывшим главой Харьковской ОГА Алексеем Кучером складывались достаточно напряженные отношения.
Партия сформирована преимущественно из бывших членов Партии регионов и придерживалась умеренной пророссийской позиции. После вторжения России на Украину «Успешный Харьков» занял проукраинскую позицию, несмотря на то, что среди членов партии был широко распространён коллаборационизм.
Многие оппоненты Геннадия Кернеса, обвиняли его в установлении своей авторитарной власти в Харькове, коррупции и растратах бюджета на различных городских проектах. В частности Геннадия Кернеса обвиняли в создании в Харькове мафиозного клана и огромном давлении на малый и средний бизнес.

## Руководство
До своей смерти 17 декабря 2020 года фактическим главой партии являлся Геннадий Кернес, после чего её возглавил Игорь Терехов.

## Результаты на выборах

### Харьковский городской совет
| Год  | Голоса  | %     | Мест в совете | Мест получено |
| ---- | ------- | ----- | ------------- | ------------- |
| 2020 | 117,470 | 37.98 | 34 из 85      | ▲ 34          |

### Харьковский областной совет
| Год  | Голоса  | %    | Мест в совете | Мест получено |
| ---- | ------- | ---- | ------------- | ------------- |
| 2020 | 211,952 | 30.1 | 46 из 120     | ▲ 46          |

### Выборы мэра Харькова
| Год  | Кандидат        | Первый тур | Первый тур | Второй тур | Второй тур |
| Год  | Кандидат        | Голоса     | %          | Голоса     | %          |
| ---- | --------------- | ---------- | ---------- | ---------- | ---------- |
| 2020 | Геннадий Кернес | 195,044    | 61.2%      |            |            |
| 2021 | Игорь Терехов   | 146,240    | 50.66%     |            |            |